# Shimshal
Der Shimshal (oder Shimshāl) ist ein 78 km langer linker Nebenfluss des Hunza im Karakorum-Gebirge.  

## Verlauf
Der Shimshal entsteht am Gletschermaul des Virjerabgletschers im Norden des pakistanischen Sonderterritoriums Gilgit-Baltistan unweit der Grenze zur Volksrepublik China. Der Shimshal fließt in westlicher Richtung durch das Hochgebirge. Der Shimshal entwässert die vergletscherte Gebirgsgruppe Hispar Muztagh nach Norden hin. Folgende Gletscher strömen von Süden kommend Richtung Shimshal-Tal und speisen den Shimshal-Fluss (Reihenfolge von Osten nach Westen): Khurdopingletscher, Yukshin-Gardan-Gletscher, Yazghilgletscher, Malanguttigletscher, Lupghar-Yaz-Gletscher, Ghutuji-Yar-Gletscher und Momhilgletscher. Nördlich des Shimshal-Tals liegen die Ghujerab-Berge, eine weitere Gebirgsgruppe des Karakorum. Nach etwa 25 km passiert der Fluss die am Südufer gelegene gleichnamige Siedlung Shimshal. Ab dort folgt eine Stichstraße die unteren 50 km des Flusslaufs bis zur Mündung in den Hunza, 3 km nördlich der Ortschaft Passu. Das Einzugsgebiet des Shimshal beträgt etwa 2755 km².